# Yarmouth (Kanada)
Yarmouth (do 1759 Cape Fourchu/Forked Harbour) – miasto (town) w kanadyjskiej prowincji Nowa Szkocja, ośrodek hrabstwa Yarmouth, podjednostka podziału statystycznego (census subdivision), przy drodze dalekobieżnej Highway 103. Według spisu powszechnego z 2016 obszar miasta to: 10,57 km², a zamieszkiwało wówczas ten obszar 6518 osób, a cały obszar miejski (population centre) – 7217 osób.
Miejscowość, która pierwotnie była określana mianem Port Fourchu albo Forked Harbour (będących dokonanym przez Samuela de Champlaina tłumaczeniem określenia Maligeak z języka mikmak), była od 1759 nazywana współczesnym mianem przeniesionym przez tamtejszych osadników z nowoangielskiego Yarmouth i do schyłku XIX wieku stanowiła główny ośrodek szkutniczy Nowej Szkocji (w 1870 największy tonaż wybudowanych żaglowych jednostek pływających w przeliczeniu na jednego mieszkańca na świecie), w 1890 otrzymała status miasta (town), siedziba muzeów: Yarmouth County Museum i Firefighters Museum of Nova Scotia, przystań promowa komunikacji przez zatokę Maine (z Bar Harbor i Portland).
Według spisu powszechnego z 2006 obszar miasta zamieszkiwało 7162 mieszkańców, język angielski jest językiem ojczystym dla 87,2%, francuski - dla 10,1% mieszkańców. W mieście funkcjonuje port lotniczy Yarmouth.